# Pennella remorae
Pennella remorae är en kräftdjursart som beskrevs av Murray 1856. Pennella remorae ingår i släktet Pennella och familjen Pennellidae. Inga underarter finns listade i Catalogue of Life.